# Liliana Comas
Liliana Comas Carbajal (Lima, 21 febbraio 1963) è un'ex cestista peruviana.

## Carriera
Con il Perù ha preso parte ai Campionati mondiali del 1983.